# Bystrzyca Dolna

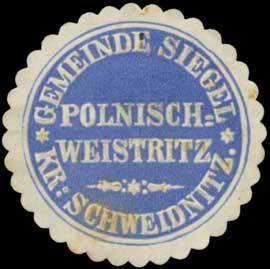
Siegelmarke von Polnisch Weistritz

Bystrzyca Dolna (deutsch Nieder Weistritz, bis 1898 Polnisch Weistritz) ist ein Ort in der Landgemeinde Świdnica (Schweidnitz) im Powiat Świdnicki der Woiwodschaft Niederschlesien in Polen.

## Lage
Bystrzyca Dolna liegt vier Kilometer südlich von Świdnica (Schweidnitz) auf der linken Seite der Weistritz, einem Nebenfluss der Oder.
Nachbarorte sind Kraszowice (Kroischwitz) im Norden, Burkatów (Burkersdorf) im Süden, Jakubów (Jakobsdorf) und Makowice (Schwengfeld) im Osten, Opoczka (Esdorf) im Südosten, Witoszów Dolny (Nieder Bögendorf) im Westen.

## Geschichte
In einem päpstlichen Dokument aus dem Jahre 1250 wurde der Ort als „Bistrica“ erstmals urkundlich erwähnt. Der slawische Ortsname leitet sich von der Bystrzyca (Schweidnitzer Weistritz), einem linken Nebenfluss der Oder ab. Besitzer des Dorfes waren 1318 Ritter Peter von Schwengfeld auf Schwengfeld, welcher dem Herzog Bernhard II. von Schweidnitz alles „Geschoss an Geld und Getreide“ auf Polnisch-Weistritz, nebst dem „Münzgelde und dem vierten Teil eines Bogenschützens“ verkaufte. 1346 übereignete es seine Witwe mit Einwilligung der Vettern ihres verstorbenen Mannes Martin, Reinske und Jaroslaw von Schwengfeld dem Schweidnitzer Bürger Thomas von Kroschwit. 1373 überließ Peter Ryme dem Hans von Sachenkirch seine vier zinsbaren Huben. 1399 zedierte Nickel von Zedlitz dem ihm von König geschenkten Anteil aus der Hinterlassenschaft des Nickel von Sachenkirch zu Polnisch-Weistritz. 1409 trat Heinrich von Ronau der Jüngere alle Besitzrechte an Peter Propsthain von Schweidnitz ab. Der nachfolgende Besitzer, Landeshauptmann Janken von Chotiemitz, übereignete das Gut 1415 dem Wergel von Sachenkirch. 1517 verkaufte es Fabian von Sachenkirch dem Hieronymus Drescher. Letzterer überließ seine sechs Bauerngüter dem Kaspar Freud, der 1548 auch von Hans von Sachenkirch dessen Anteil erhielt. 1595 verkaufte Pankraz Freud alle seine Gerechtigkeiten an der Mühle, Bleiche, Überschar und Ober- und Niedergerichten zu Polnisch-Weistritz an die Stadt Schweidnitz. Polnisch Weistritz wurde Kämmereidorf, 1812 jedoch wieder verkauft.
Nach dem Ersten Schlesischen Krieg fiel Polnisch-Weistritz 1741/42 mit dem größten Teil Schlesiens an Preußen. Die alten Verwaltungsstrukturen wurden aufgelöst und Polnisch-Weistritz in den Landkreis Schweidnitz eingegliedert. 1785 zählte das Dorf ein Vorwerk, eine Schule, zwölf Bauern, elf Gärtner, 18 Häusler, eine Wassermühle, eine Papiermühle und 242 Einwohner. Im 19. Jahrhundert befanden sich im Ort ein Kriegerdenkmal, ein Dominium und drei Wassermühlen. Am Ende des Dorfes lag eine Werggarnfabrik, die vorher eine Melasse-, Spiritus- und Sodafabrik war. 1895 zählte die Landgemeinde Polnisch-Weistritz drei Wohnplätze, 39 bewohnte Wohnhäuser, darunter die Annamühle, ein Wohnhaus mit 11 Einwohnern und dem Wohnplatz Chemische Düngerfabrik, ein Wohnhaus mit 32 Einwohnern, eine bewohnte Mühle, ein Schulhaus und 104 gewöhnliche Haushaltungen. Im Ort lebten damals 480 Personen, davon 387 Personen evangelisch und 93 Personen katholisch. Der Ort war evangelisch zur Friedenskirche Schweidnitz und katholisch zur Stadtpfarrkirche Schweidnitz gepfarrt. Polnisch Weistritz hatte ein eigenes Standesamt und bildete einen eigenen Amtsbezirk. 1898 wurde Polnisch-Weistritz in Nieder-Weistritz umbenannt.
Als Folge des Zweiten Weltkriegs fiel Nieder-Weistritz mit dem größten Teil Schlesiens 1945 an Polen. Nachfolgend wurde es durch die polnische Administration in Bystrzyca Dolna umbenannt. Die deutschen Einwohner wurden, soweit sie nicht schon vorher geflohen waren, vertrieben. Die neu angesiedelten Bewohner stammten teilweise aus Ostpolen, das an die Sowjetunion gefallen war.

## Sehenswürdigkeiten
- Das Schloss Nieder Weistritz (polnisch Pałac w Bystrzycy Dolnej), wurde 1886/70 im Stil der Neorenaissance errichtet. Der Anbau stammt aus dem Anfang des 20. Jahrhunderts. Der Vorgängerbau war eine Wasserburg aus dem 16. Jahrhundert die 1830 abgerissen wurde.[4]
- Der Schlosspark stammt aus der zweiten Hälfte 19. Jahrhundert mit einem monumentalen Tor von 1870 und einem alten Friedhof, an der Pappelallee, sowie landwirtschaftliche Gebäude aus der ersten Hälfte des 19. Jahrhunderts.